# Макгиди, Эйден
Э́йден Джон Макги́ди (англ. Aiden John McGeady; род. 4 апреля 1986, Рутерглен, Стратклайд) — ирландский футболист, полузащитник.
В 2004—2017 годах играл за национальную сборную Ирландии. Провёл в её составе 93 матча, забил пять мячей. Участник чемпионатов Европы 2012 и 2016 годов. Входит в топ-10 по количеству матчей за сборную Ирландии.
Единственный в истории ирландец, выступавший в чемпионате России.

## Клубная карьера

### Ранние годы
Макгиди играл на детском уровне за «Басби» и «Гованхилл». В пятнадцатилетнем возрасте Эйден бросил свою школу, Высшую школу Святого Ниниана в Глазго, для того, чтобы всё своё время впредь посвящать футболу. Первой его «большой» командой стал «Куинз Парк».

### «Селтик»

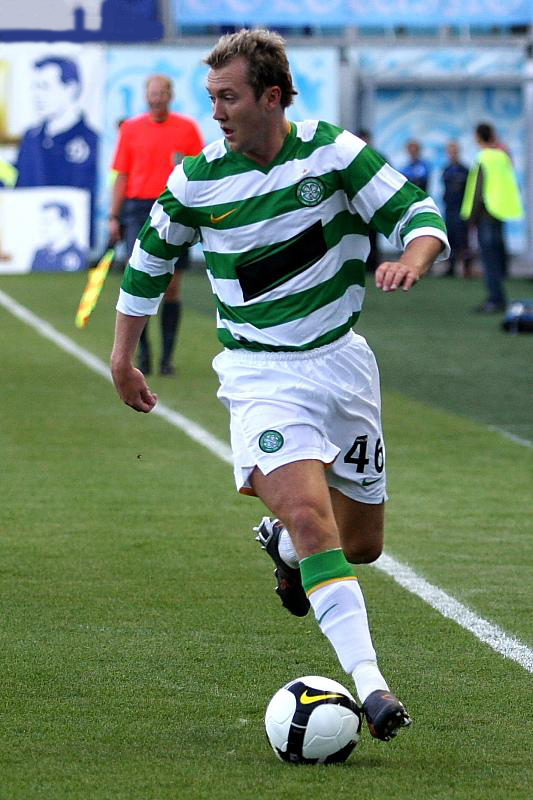
Макгиди в игре за «Селтик»

В 2001 году Макгиди перешёл в «Селтик». Играл за юношескую и молодёжную команды «кельтов». В это время им серьёзно интересовался лондонский «Арсенал», однако ирландец предпочёл остаться в рядах «бело-зелёных».
25 апреля 2004 года восемнадцатилетний Эйден дебютировал в первой команде «Селтика», выйдя сразу же в стартовом составе «кельтов». Произошло это в матче шотландской Премьер-лиги, где «бело-зелёные» встречались с «Харт оф Мидлотиан». Первый блин не оказался комом — в этой игре, поразив ворота «сердец» на 17-й минуте поединка, Макгиди открыл счёт своим голам за глазговцев и стал лучшим игроком встречи.
20 октября этого же года Эйден дебютировал и в еврокубках во встрече группового этапа Лиги чемпионов 2004/05 с донецким «Шахтёром».
Второй сезон Макгиди в составе «кельтов» омрачила травма колена, тем не менее ирландец сыграл значительную роль в победе «Селтика» в шотландском первенстве, который под руководством Гордона Стракана выиграл уже второе чемпионское звание. Всего в сезоне 2005/06 Эйден сыграл 24 матча, забил 4 мяча и отдал 7 голевых передач.
6 февраля 2007 года ирландец продлил контракт с глазговцами. Новое соглашение было рассчитано на четыре с половиной года.
В сезоне 2007/08 своей хорошей игрой Макгиди удостоился повышенного внимания со стороны СМИ. Одной из лучших игр ирландца в этом сезоне стала встреча с «Абердином», состоявшаяся 10 февраля 2008 года, где Эйден забил один из голов и ещё три раза ассистировал партнёрам по команде. Особенно красив был четвёртый мяч «кельтов» — Макгиди, получив мяч в штрафной зоне «красных» знаменитым «финтом Зидана» обыграл троих футболистов соперника и выложил пас верхом точно на голову нападающему «Селтика» Скотту Макдональду, которому оставалось не промахнуться с двух метров. 27 апреля этого же года ирландец вновь ассистировал австралийскому форварду в матче дерби «Old Firm». Этот гол позволил «Селтику» сравнять счёт в игре, которую в итоге «кельты» выиграли 3:2. Победа оказалась решающей в распределении мест чемпионата Шотландии 2007/08, «бело-зелёные» защитили свой титул. Всего за этот футбольный год Макгиди провёл на поле 51 игру, забив 8 голов и сделав 24 результативные передачи.
20 апреля 2008 года было объявлено, что Эйден удостоился звания «Игрока года» и «Молодого игрока года» по версии коллег-футболистов. Это был всего лишь второй случай в истории шотландского футбола, когда игрок удостаивался этих двух наград одновременно — первым был также футболист «Селтика» Шон Малони в 2006 году.
В межсезонье многие клубы хотели заполучить Эйдена в свои ряды — в их числе были «Эспаньол», «Севилья», «Манчестер Сити», «Ньюкасл Юнайтед», «Тоттенхэм Хотспур», «Сандерленд». Сам ирландец сказал, что его прельщает перспектива играть в Англии или Испании, но пока он хочет продолжить выступления за «Селтик».
17 июля Эйден подписал новый контракт с «кельтами», рассчитанный на пять лет.
Следующий сезон стал трудным для Макгиди вследствие ухудшения его личных отношений с наставником глазговцев, Страканом. Самую большую огласку в прессе приобрела перепалка между Гордоном и Эйденом в раздевалке «Селтика» 16 декабря 2008 года, после чего главный тренер «бело-зелёных» оштрафовал футболиста на двухнедельную зарплату, а также отстранил его от участия в следующих двух играх. Сам Стракан впоследствии отрицал, что у него был конфликт с Макгиди.
В первой же игре сезона 2009/10 Эйден отличился забитым голом, поразив ворота «Абердина». 30 августа 2009 года в игре с «Хибернианом» Макгиди был впервые в своей профессиональной карьере удалён с поля — произошло это в достаточно спорном эпизоде с падением ирландца в штрафной соперника. Судья посчитал, что Эйден упал по собственной воле и предъявил ему жёлтую карточку, которая стала второй для игрока «кельтов» в матче. 4 октября этого же года Макгиди забил гол во встрече с «Рейнджерс», которую тем не менее «Селтик» проиграл 1:2.
В январе 2010 года английский «Бирмингем Сити» предложил «кельтам» за талантливого хавбека 14 миллионов фунтов стерлингов, однако «бело-зелёные» не пожелали расставаться с Макгиди.

### «Спартак» (Москва)

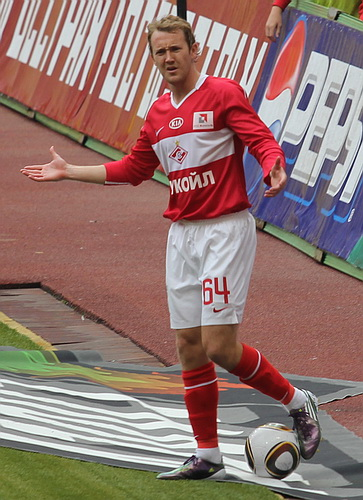
Макгиди в первом матче в составе «Спартака»

В конце мая того же года в британской прессе появились сообщения, что ирландцем серьёзно интересуется московский «Спартак», готовый ради переезда Макгиди в Москву расстаться с 8 миллионами евро. 4 июня «красно-белые» сделали «кельтам» официальное предложение по Эйдену в размере десять миллионов евро, но глазговцы его отклонили.
В это же время о своём интересе к ирландцу заявили английские «Бирмингем Сити» и «Астон Вилла», однако вскоре клубы отказались от претензий на Макгиди.
12 июля стало известно, что Эйден не полетел с «Селтиком» на предсезонный командный сбор, после чего наставник «бело-зелёных», Нил Леннон, заявил, что ирландец скорее всего покинет стан «кельтов».
3 августа Макгиди вылетел в Москву для переговоров с руководством российского клуба. 10 августа в прессе появилась информация, что ирландца устроили условия «Спартака», и после медицинского обследования он подпишет с «красно-белыми» контракт.
13 августа Эйден официально стал игроком «Спартака», заключив с москвичами соглашение о сотрудничестве сроком на четыре года.
11 сентября Макгиди дебютировал в составе «Спартака» в игре с «Сатурном», в которой сделал голевую передачу. Главному тренеру «красно-белых», Валерию Карпину, игра новобранца понравилась.
24 сентября Эйден отметился дебютным голом за «Спартак», принеся москвичам ничью 2:2 в игре 22-го тура чемпионата России против пермского «Амкара». Этот гол Макгиди забил животом, впервые за карьеру поразив ворота в подобной манере. 30 октября гол Эйдена с пенальти принёс «Спартаку» победу над клубом «Ростов» со счётом 2:1. Помимо забитого мяча в этом поединке ирландец отметился и голевой передачей на своего одноклубника Веллитона. В заключительном туре чемпионата России 2009/10, в котором «красно-белые» встречались со своими земляками из «Динамо», Макгиди, не совладав с эмоциями, был удалён с поля на 78-й минуте матча за подкат сзади. За это нарушение Контрольно-дисциплинарный комитет РФС дисквалифицировал Эйдена на 3 игры. По итогам сезона 2010 года ирландец вошёл в «Список 33 лучших футболистов чемпионата России», став вторым среди правых полузащитников Премьер-лиги. 24 февраля 2011 года Эйден забил свой первый гол за «Спартак» в сезоне 2010/11. Случилось это в ответном матче Лиги Европы, в котором «красно-белые» на стадионе «Лужники» принимали швейцарский «Базель». В нервно складывающемся поединке, где «Спартак» в концовке встречи уступал 0:1, Макгиди после контратаки с передачи Артёма Дзюбы поразил ворота гостей, тем самым принеся своему клубу ничью 1:1. Перед началом нового сезона 2011/12 ирландец поменял игровой номер, взяв «восьмёрку», которая принадлежала ранее Николе Дринчичу, перешедшему в конце февраля 2011 года в «Краснодар». 10 июня 2011 года в матче против казанского «Рубина» Эйден в жёстком столкновении с защитником «красно-зелёных» Сальваторе Боккетти получил повреждение левого голеностопа и был заменён уже на 35-й минуте встречи. Первоначально срок восстановления Макгиди был оценён в две недели, однако впоследствии он был увеличен до двух месяцев. 23 августа вингер вернулся в общую тренировочную группу «Спартака». Через пять дней Эйден провёл первую игру после травмы, выйдя на замену вместо Дмитрия Комбарова на 87-й минуте поединка с земляками «красно-белых» из ЦСКА.
В мае 2012 года Макгиди признался, что после окончания действующего контракта с «красно-белыми» в 2014 году хочет попробовать свои силы в другом клубе.
В мае 2013 года игрок получил 6-матчевую дисквалификацию (4 игры — за прямую красную карточку, которая была для него второй в сезоне, ещё 2 — за оскорбление арбитра). Затем апелляционный комитет РФС изменил это решение, дисквалифицировав игрока только на 2 игры. В конце ноября 2013 года Макгиди был отстранён от тренировок с основным составом «Спартака» с формулировкой «невыполнение требований главного тренера».

### «Эвертон»
11 января 2014 года Эйден Макгиди официально перешёл из «Спартака» в английский клуб «Эвертон», подписав контракт на 4,5 года. В тот же день Макгиди был представлен болельщикам команды перед игрой с «Норвич Сити» на стадионе «Гудисон Парк».
20 января 2014 года Макгиди дебютировал в английской Премьер-лиге, выйдя на замену Брайану Овьедо в матче против клуба «Вест Бромвич Альбион» за 10 минут до конца встречи. 25 января в матче Кубка Англии против «Стивениджа» футболист впервые вышел на поле в стартовом составе «Эвертона».
1 февраля 2016 года отправился в полугодовую аренду в «Шеффилд Уэнсдей» для получения игровой практики.

### Завершение карьеры
17 октября 2024 года Макгиди объявил о завершении карьеры в футболе в возрасте 38 лет.

### Клубная статистика
| Клуб                        | Сезон                       | Чемпионат | Чемпионат | Кубок | Кубок | Кубок Лиги | Кубок Лиги | Еврокубки | Еврокубки | Итого | Итого |
| Клуб                        | Сезон                       | Игры      | Голы      | Игры  | Голы  | Игры       | Голы       | Игры      | Голы      | Игры  | Голы  |
| --------------------------- | --------------------------- | --------- | --------- | ----- | ----- | ---------- | ---------- | --------- | --------- | ----- | ----- |
| Селтик                      | 2003/04                     | 4         | 1         | —     | —     | —          | —          | —         | —         | 4     | 1     |
| Селтик                      | 2004/05                     | 27        | 4         | 5     | 0     | 2          | 1          | 3         | 0         | 37    | 5     |
| Селтик                      | 2005/06                     | 20        | 4         | 1     | 0     | 2          | 0          | 1         | 0         | 24    | 4     |
| Селтик                      | 2006/07                     | 34        | 5         | 4     | 0     | 2          | 0          | 5         | 0         | 45    | 5     |
| Селтик                      | 2007/08                     | 36        | 7         | 4     | 0     | 1          | 0          | 10        | 1         | 51    | 8     |
| Селтик                      | 2008/09                     | 29        | 3         | 3     | 1     | 4          | 2          | 4         | 1         | 40    | 7     |
| Селтик                      | 2009/10                     | 35        | 7         | 4     | 0     | 2          | 0          | 9         | 0         | 50    | 7     |
| Всего за «Селтик»           | Всего за «Селтик»           | 185       | 31        | 21    | 1     | 13         | 3          | 32        | 2         | 251   | 37    |
| Спартак (Москва)            | 2010                        | 11        | 2         | —     | —     | —          | —          | 6         | 0         | 17    | 2     |
| Спартак (Москва)            | 2011/12                     | 31        | 3         | 3     | 1     | —          | —          | 6         | 1         | 40    | 5     |
| Спартак (Москва)            | 2012/13                     | 17        | 5         | 1     | 0     | —          | —          | 5         | 0         | 23    | 5     |
| Спартак (Москва)            | 2013/14                     | 13        | 1         | —     | —     | —          | —          | —         | —         | 13    | 1     |
| Всего за «Спартак» (Москва) | Всего за «Спартак» (Москва) | 72        | 11        | 4     | 1     | 0          | 0          | 17        | 1         | 93    | 13    |
| Эвертон                     | 2013/14                     | 16        | 0         | 2     | 0     | —          | —          | —         | —         | 18    | 0     |
| Эвертон                     | 2014/15                     | 16        | 1         | 2     | 0     | 1          | 0          | 5         | 0         | 24    | 1     |
| Эвертон                     | 2015/16                     | —         | —         | —     | —     | 1          | 0          | —         | —         | 1     | 0     |
| Всего за «Эвертон»          | Всего за «Эвертон»          | 32        | 1         | 4     | 0     | 2          | 0          | 5         | 0         | 43    | 1     |
| Всего за карьеру            | Всего за карьеру            | 289       | 43        | 29    | 2     | 15         | 3          | 54        | 3         | 387   | 51    |

(откорректировано по состоянию на 26 августа 2015 года)

## Карьера в сборной

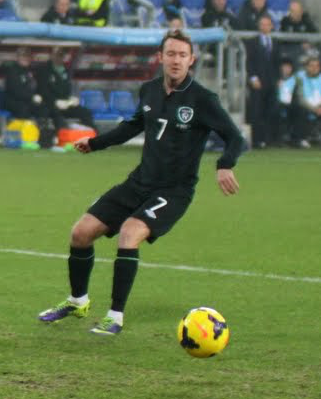
Макгиди в игре за сборную Ирландии

Макгиди играл за шотландскую сборную школьников во время своего пребывания в рядах «Куинз Парк». Принимал участие в чемпионате мира для игроков не старше 13 лет, проходившем в Париже. После того, как Эйден покинул стан «пауков» и присоединился к «Селтику», разгорелись жаркие споры по поводу того, имеет ли права этот молодой футболист играть за сборную Ирландии, куда он, по заявлениям самого футболиста, стремился с детства, хотя и родился в Глазго.
В итоге Макгиди разрешили играть за ирландцев. Не последнюю роль в этом сыграл бывший вратарь «кельтов» Пэки Боннер — ирландец по национальности, долгое время игравший в Шотландии.
Через некоторое время представители «тартановой армии» вновь принялись убеждать Макгиди выступать именно за шотландцев. К переговорам был привлечён бывший тогда наставником сборной страны, Берти Фогтс, однако Эйден был непреклонен.
Дебют Макгиди в составе национальной команды состоялся 2 июня 2004 года, когда «парни в зелёном» в товарищеском матче встречались с Ямайкой. 26 марта 2011 года Эйден забил свой первый гол за Ирландию, поразив в отборочном поединке к чемпионату Европы 2012 ворота сборной Македонии.
Летом 2012 года Макгиди в составе «парней в зелёном» поехал на европейское первенство, проходившее в Польше и Украине. На чемпионате ирландцы выступили неудачно, проиграв все три игры группового этапа, забив при этом всего один мяч. Эйден поучаствовал во всех поединках своей команды, соперниками в которых были хорваты (1:3), испанцы (0:4) и итальянцы (0:2).
На настоящий момент Макгиди провёл в составе сборной Ирландии 85 матчей, в которых пять раз поражал ворота соперников.

### Матчи и голы за сборную Ирландии
| Матчи и голы Макгиди за сборную Ирландии | Матчи и голы Макгиди за сборную Ирландии | Матчи и голы Макгиди за сборную Ирландии                                   | Матчи и голы Макгиди за сборную Ирландии | Матчи и голы Макгиди за сборную Ирландии | Матчи и голы Макгиди за сборную Ирландии | Матчи и голы Макгиди за сборную Ирландии                          |
| №                                        | Дата                                     | Место                                                                      | Оппонент                                 | Счёт                                     | Голы Макгиди                             | Соревнование                                                      |
| ---------------------------------------- | ---------------------------------------- | -------------------------------------------------------------------------- | ---------------------------------------- | ---------------------------------------- | ---------------------------------------- | ----------------------------------------------------------------- |
| 1                                        | 2 июня 2004                              | «Уолли», Лондон, Англия                                                    | Ямайка                                   | 1:0                                      | —                                        | Товарищеский матч                                                 |
| 2                                        | 16 ноября 2004                           | «Лэнсдаун Роуд», Дублин, Ирландия                                          | Хорватия                                 | 1:0                                      | —                                        | Товарищеский матч                                                 |
| 3                                        | 9 февраля 2005                           | «Лэнсдаун Роуд», Дублин, Ирландия                                          | Португалия                               | 1:0                                      | —                                        | Товарищеский матч                                                 |
| 4                                        | 24 мая 2006                              | «Лэнсдаун Роуд», Дублин, Ирландия                                          | Чили                                     | 0:1                                      | —                                        | Товарищеский матч                                                 |
| 5                                        | 16 августа 2006                          | «Лэнсдаун Роуд», Дублин, Ирландия                                          | Нидерланды                               | 0:4                                      | —                                        | Товарищеский матч                                                 |
| 6                                        | 2 сентября 2006                          | Стадион Готлиба Даймлера, Штутгарт, Германия                               | Германия                                 | 0:1                                      | —                                        | Отборочный матч чемпионата Европы по футболу 2008                 |
| 7                                        | 7 октября 2006                           | «Нео ГСП», Никосия, Кипр                                                   | Кипр                                     | 2:5                                      | —                                        | Отборочный матч чемпионата Европы по футболу 2008                 |
| 8                                        | 15 ноября 2006                           | «Лэнсдаун Роуд», Дублин, Ирландия                                          | Сан-Марино                               | 5:0                                      | —                                        | Отборочный матч чемпионата Европы по футболу 2008                 |
| 9                                        | 24 марта 2007                            | «Кроук Парк», Дублин, Ирландия                                             | Уэльс                                    | 1:0                                      | —                                        | Отборочный матч чемпионата Европы по футболу 2008                 |
| 10                                       | 28 марта 2007                            | «Кроук Парк», Дублин, Ирландия                                             | Словакия                                 | 1:0                                      | —                                        | Отборочный матч чемпионата Европы по футболу 2008                 |
| 11                                       | 22 августа 2007                          | NRGi Арена, Орхус, Дания                                                   | Дания                                    | 4:0                                      | —                                        | Товарищеский матч                                                 |
| 12                                       | 8 сентября 2007                          | «Тегельне поле», Братислава, Словакия                                      | Словакия                                 | 2:2                                      | —                                        | Отборочный матч чемпионата Европы по футболу 2008                 |
| 13                                       | 12 сентября 2007                         | «AXA Арена», Прага, Чехия                                                  | Чехия                                    | 0:1                                      | —                                        | Отборочный матч чемпионата Европы по футболу 2008                 |
| 14                                       | 13 октября 2007                          | «Кроук Парк», Дублин, Ирландия                                             | Германия                                 | 0:0                                      | —                                        | Отборочный матч чемпионата Европы по футболу 2008                 |
| 15                                       | 17 октября 2007                          | «Кроук Парк», Дублин, Ирландия                                             | Кипр                                     | 1:1                                      | —                                        | Отборочный матч чемпионата Европы по футболу 2008                 |
| 16                                       | 17 ноября 2007                           | «Миллениум», Кардифф, Уэльс                                                | Уэльс                                    | 2:2                                      | —                                        | Отборочный матч чемпионата Европы по футболу 2008                 |
| 17                                       | 6 февраля 2008                           | «Кроук Парк», Дублин, Ирландия                                             | Бразилия                                 | 0:1                                      | —                                        | Товарищеский матч                                                 |
| 18                                       | 29 мая 2008                              | «Крэйвен-Коттедж», Лондон, Англия                                          | Колумбия                                 | 1:0                                      | —                                        | Товарищеский матч                                                 |
| 19                                       | 20 августа 2008                          | «Уллевол», Осло, Норвегия                                                  | Норвегия                                 | 1:1                                      | —                                        | Товарищеский матч                                                 |
| 20                                       | 6 сентября 2008                          | «Штадион ам Бручвег», Майнц, Германия                                      | Грузия                                   | 2:1                                      | —                                        | Отборочный матч чемпионата мира по футболу 2010                   |
| 21                                       | 10 сентября 2008                         | «Под Горицом», Подгорица, Черногория                                       | Черногория                               | 0:0                                      | —                                        | Отборочный матч чемпионата мира по футболу 2010                   |
| 22                                       | 15 октября 2008                          | «Кроук Парк», Дублин, Ирландия                                             | Кипр                                     | 1:0                                      | —                                        | Отборочный матч чемпионата мира по футболу 2010                   |
| 23                                       | 11 февраля 2009                          | «Кроук Парк», Дублин, Ирландия                                             | Грузия                                   | 2:1                                      | —                                        | Отборочный матч чемпионата мира по футболу 2010                   |
| 24                                       | 28 марта 2009                            | «Кроук Парк», Дублин, Ирландия                                             | Болгария                                 | 1:1                                      | —                                        | Отборочный матч чемпионата мира по футболу 2010                   |
| 25                                       | 29 мая 2009                              | «Крэйвен-Коттедж», Лондон, Англия                                          | Нигерия                                  | 1:1                                      | —                                        | Товарищеский матч                                                 |
| 26                                       | 6 июня 2009                              | «Васил Левски», София, Болгария                                            | Болгария                                 | 1:1                                      | —                                        | Отборочный матч чемпионата мира по футболу 2010                   |
| 27                                       | 12 августа 2009                          | «Томонд Парк», Лимерик, Ирландия                                           | Австралия                                | 1:1                                      | —                                        | Товарищеский матч                                                 |
| 28                                       | 5 сентября 2009                          | «Нео ГСП», Никосия, Кипр                                                   | Кипр                                     | 2:1                                      | —                                        | Отборочный матч чемпионата мира по футболу 2010                   |
| 29                                       | 10 октября 2009                          | «Кроук Парк», Дублин, Ирландия                                             | Италия                                   | 2:2                                      | —                                        | Отборочный матч чемпионата мира по футболу 2010                   |
| 30                                       | 14 ноября 2009                           | «Кроук Парк», Дублин, Ирландия                                             | Франция                                  | 0:1                                      | —                                        | Отборочный матч чемпионата мира по футболу 2010 (стыковые игры)   |
| 31                                       | 18 ноября 2009                           | «Стад де Франс», Сен-Дени, Франция                                         | Франция                                  | 1:1                                      | —                                        | Отборочный матч чемпионата мира по футболу 2010 (стыковые игры)   |
| 32                                       | 2 марта 2010                             | «Авива», Дублин, Ирландия                                                  | Бразилия                                 | 0:2                                      | —                                        | Товарищеский матч                                                 |
| 33                                       | 3 сентября 2010                          | Республиканский стадион, Ереван, Армения                                   | Армения                                  | 1:0                                      | —                                        | Отборочный матч чемпионата Европы по футболу 2012                 |
| 34                                       | 7 сентября 2010                          | «Авива», Дублин, Ирландия                                                  | Андорра                                  | 3:1                                      | —                                        | Отборочный матч чемпионата Европы по футболу 2012                 |
| 35                                       | 8 октября 2010                           | «Авива», Дублин, Ирландия                                                  | Россия                                   | 2:3                                      | —                                        | Отборочный матч чемпионата Европы по футболу 2012                 |
| 36                                       | 12 октября 2010                          | «Под Дубнём», Жилина, Словакия                                             | Словакия                                 | 1:1                                      | —                                        | Отборочный матч чемпионата Европы по футболу 2012                 |
| 37                                       | 17 ноября 2010                           | «Авива», Дублин, Ирландия                                                  | Норвегия                                 | 1:2                                      | —                                        | Товарищеский матч                                                 |
| 38                                       | 26 марта 2011                            | «Авива», Дублин, Ирландия                                                  | Македония                                | 2:1                                      | 1                                        | Отборочный матч чемпионата Европы по футболу 2012                 |
| 39                                       | 29 марта 2011                            | «Авива», Дублин, Ирландия                                                  | Уругвай                                  | 2:3                                      | —                                        | Товарищеский матч                                                 |
| 40                                       | 4 июня 2011                              | Национальный стадион Филиппа II Македонского, Скопье, Республика Македония | Македония                                | 2:0                                      | —                                        | Отборочный матч чемпионата Европы по футболу 2012                 |
| 41                                       | 2 сентября 2011                          | «Авива», Дублин, Ирландия                                                  | Словакия                                 | 0:0                                      | —                                        | Отборочный матч чемпионата Европы по футболу 2012                 |
| 42                                       | 6 сентября 2011                          | «Лужники», Москва, Россия                                                  | Россия                                   | 0:0                                      | —                                        | Отборочный матч чемпионата Европы по футболу 2012                 |
| 43                                       | 7 октября 2011                           | «Комуналь», Андорра-ла-Велья, Андорра                                      | Андорра                                  | 2:0                                      | 1                                        | Отборочный матч чемпионата Европы по футболу 2012                 |
| 44                                       | 11 октября 2011                          | «Авива», Дублин, Ирландия                                                  | Армения                                  | 2:1                                      | —                                        | Отборочный матч чемпионата Европы по футболу 2012                 |
| 45                                       | 11 ноября 2011                           | «А. Ле Кок Арена», Таллин, Эстония                                         | Эстония                                  | 4:0                                      | —                                        | Отборочный матч чемпионата Европы по футболу 2012 (стыковые игры) |
| 46                                       | 15 ноября 2011                           | «Авива», Дублин, Ирландия                                                  | Эстония                                  | 1:1                                      | —                                        | Отборочный матч чемпионата Европы по футболу 2012 (стыковые игры) |
| 47                                       | 29 февраля 2012                          | «Авива», Дублин, Ирландия                                                  | Чехия                                    | 1:1                                      | —                                        | Товарищеский матч                                                 |
| 48                                       | 26 мая 2012                              | «Авива», Дублин, Ирландия                                                  | Босния и Герцеговина                     | 1:0                                      | —                                        | Товарищеский матч                                                 |
| 49                                       | 4 июня 2012                              | «Ференц Пушкаш», Будапешт, Венгрия                                         | Венгрия                                  | 0:0                                      | —                                        | Товарищеский матч                                                 |
| 50                                       | 10 июня 2012                             | Городской стадион, Познань, Польша                                         | Хорватия                                 | 1:3                                      | —                                        | Чемпионат Европы по футболу 2012 (финальные игры, групповой этап) |
| 51                                       | 14 июня 2012                             | «PGE Arena», Гданьск, Польша                                               | Испания                                  | 0:4                                      | —                                        | Чемпионат Европы по футболу 2012 (финальные игры, групповой этап) |
| 52                                       | 18 июня 2012                             | Городской стадион, Познань, Польша                                         | Италия                                   | 0:2                                      | —                                        | Чемпионат Европы по футболу 2012 (финальные игры, групповой этап) |
| 53                                       | 15 августа 2012                          | «Црвена звезда», Белград, Сербия                                           | Сербия                                   | 0:0                                      | —                                        | Товарищеский матч                                                 |
| 54                                       | 7 сентября 2012                          | «Астана Арена», Астана, Казахстан                                          | Казахстан                                | 2:1                                      | —                                        | Отборочный матч чемпионата мира по футболу 2014                   |
| 55                                       | 11 сентября 2012                         | «Крейвен Коттедж», Лондон, Англия                                          | Оман                                     | 4:1                                      | —                                        | Товарищеский матч                                                 |
| 56                                       | 12 октября 2012                          | «Авива», Дублин, Ирландия                                                  | Германия                                 | 1:6                                      | —                                        | Отборочный матч чемпионата мира по футболу 2014                   |
| 57                                       | 16 октября 2012                          | «Торшвотль», Торсхавн, Фарерские острова                                   | Фарерские острова                        | 4:1                                      | —                                        | Отборочный матч чемпионата мира по футболу 2014                   |
| 58                                       | 29 мая 2013                              | «Уэмбли», Лондон, Англия                                                   | Англия                                   | 1:1                                      | —                                        | Товарищеский матч                                                 |
| 59                                       | 2 июня 2013                              | «Авива», Дублин, Ирландия                                                  | Грузия                                   | 4:0                                      | —                                        | Товарищеский матч                                                 |
| 60                                       | 7 июня 2013                              | «Авива», Дублин, Ирландия                                                  | Фарерские острова                        | 3:0                                      | —                                        | Отборочный матч чемпионата мира по футболу 2014                   |
| 61                                       | 15 октября 2013                          | «Авива», Дублин, Ирландия                                                  | Казахстан                                | 3:1                                      | —                                        | Отборочный матч чемпионата мира по футболу 2014                   |
| 62                                       | 15 ноября 2013                           | «Авива», Дублин, Ирландия                                                  | Латвия                                   | 3:0                                      | 1                                        | Товарищеский матч                                                 |
| 63                                       | 19 ноября 2013                           | Городской стадион, Познань, Польша                                         | Польша                                   | 0:0                                      | —                                        | Товарищеский матч                                                 |
| 64                                       | 5 марта 2014                             | «Авива», Дублин, Ирландия                                                  | Сербия                                   | 1:2                                      | —                                        | Товарищеский матч                                                 |
| 65                                       | 25 мая 2014                              | «Авива», Дублин, Ирландия                                                  | Турция                                   | 1:2                                      | —                                        | Товарищеский матч                                                 |
| 66                                       | 31 мая 2014                              | «Крейвен Коттедж», Лондон, Англия                                          | Италия                                   | 0:0                                      | —                                        | Товарищеский матч                                                 |
| 67                                       | 6 июня 2014                              | «Пи-пи-эл Парк», Честер, США                                               | Коста-Рика                               | 1:1                                      | —                                        | Товарищеский матч                                                 |
| 68                                       | 10 июня 2014                             | «Метлайф», Ист-Ратерфорд, США                                              | Португалия                               | 1:5                                      | —                                        | Товарищеский матч                                                 |
| 69                                       | 3 сентября 2014                          | «Авива», Дублин, Ирландия                                                  | Оман                                     | 2:0                                      | —                                        | Товарищеский матч                                                 |
| 70                                       | 7 сентября 2014                          | Стадион Бориса Пайчадзе, Тбилиси, Грузия                                   | Грузия                                   | 2:1                                      | 2                                        | Отборочный матч чемпионата Европы по футболу 2016                 |
| 71                                       | 11 октября 2014                          | «Авива», Дублин, Ирландия                                                  | Гибралтар                                | 7:0                                      | —                                        | Отборочный матч чемпионата Европы по футболу 2016                 |
| 72                                       | 14 октября 2014                          | «Фельтинс-Арена», Гельзенкирхен, Германия                                  | Германия                                 | 1:1                                      | —                                        | Отборочный матч чемпионата Европы по футболу 2016                 |
| 73                                       | 14 ноября 2014                           | «Селтик Парк», Глазго, Шотландия                                           | Шотландия                                | 0:1                                      | —                                        | Отборочный матч чемпионата Европы по футболу 2016                 |
| 74                                       | 18 ноября 2014                           | «Авива», Дублин, Ирландия                                                  | США                                      | 4:1                                      | —                                        | Товарищеский матч                                                 |
| 75                                       | 29 марта 2015                            | «Авива», Дублин, Ирландия                                                  | Польша                                   | 1:1                                      | —                                        | Отборочный матч чемпионата Европы по футболу 2016                 |
| 76                                       | 7 июня 2015                              | «Авива», Дублин, Ирландия                                                  | Англия                                   | 0:0                                      | —                                        | Товарищеский матч                                                 |
| 77                                       | 4 сентября 2015                          | «Алгарве», Фару, Португалия                                                | Гибралтар                                | 4:0                                      | —                                        | Отборочный матч чемпионата Европы по футболу 2016                 |
| 78                                       | 11 октября 2015                          | Национальный стадион, Варшава, Польша                                      | Польша                                   | 1:2                                      | —                                        | Отборочный матч чемпионата Европы по футболу 2016                 |
| 79                                       | 13 ноября 2015                           | «Билино Поле», Зеница, Босния и Герцеговина                                | Босния и Герцеговина                     | 1:1                                      | —                                        | Отборочный матч чемпионата Европы по футболу 2016 (стыковые игры) |
| 80                                       | 25 марта 2016                            | «Авива», Дублин, Ирландия                                                  | Швейцария                                | 1:0                                      | —                                        | Товарищеский матч                                                 |
| 81                                       | 29 марта 2016                            | «Авива», Дублин, Ирландия                                                  | Словакия                                 | 2:2                                      | —                                        | Товарищеский матч                                                 |
| 82                                       | 31 мая 2016                              | «Тернерс Крос», Корк, Ирландия                                             | Беларусь                                 | 1:2                                      | —                                        | Товарищеский матч                                                 |
| 83                                       | 13 июня 2016                             | «Стад де Франс», Сен-Дени, Франция                                         | Швеция                                   | 1:1                                      | —                                        | Чемпионат Европы по футболу 2016 (финальные игры, групповой этап) |
| 84                                       | 18 июня 2016                             | «Матмю Атлантик», Бордо, Франция                                           | Бельгия                                  | 0:3                                      | —                                        | Чемпионат Европы по футболу 2016 (финальные игры, групповой этап) |
| 85                                       | 22 июня 2016                             | «Пьер Моруа», Вильнёв-д’Аск, Франция                                       | Италия                                   | 1:0                                      | —                                        | Чемпионат Европы по футболу 2016 (финальные игры, групповой этап) |

Итого: 85 матчей / 5 голов; 34 победы, 29 ничьих, 22 поражения.
(откорректировано по состоянию на 22 июня 2016)

### Сводная статистика игр/голов за сборную
| Сборная          | Год              | Отборочные матчи ЧМ | Отборочные матчи ЧМ | Финальные матчи ЧМ | Финальные матчи ЧМ | Отборочные матчи ЧЕ | Отборочные матчи ЧЕ | Финальные матчи ЧЕ | Финальные матчи ЧЕ | Товарищеские матчи | Товарищеские матчи | Итого | Итого |
| Сборная          | Год              | Игры                | Голы                | Игры               | Голы               | Игры                | Голы                | Игры               | Голы               | Игры               | Голы               | Игры  | Голы  |
| ---------------- | ---------------- | ------------------- | ------------------- | ------------------ | ------------------ | ------------------- | ------------------- | ------------------ | ------------------ | ------------------ | ------------------ | ----- | ----- |
| Ирландия         | 2004             | —                   | —                   | —                  | —                  | —                   | —                   | —                  | —                  | 2                  | 0                  | 2     | 0     |
| Ирландия         | 2005             | —                   | —                   | —                  | —                  | —                   | —                   | —                  | —                  | 1                  | 0                  | 1     | 0     |
| Ирландия         | 2006             | —                   | —                   | —                  | —                  | 3                   | 0                   | —                  | —                  | 2                  | 0                  | 5     | 0     |
| Ирландия         | 2007             | —                   | —                   | —                  | —                  | 7                   | 0                   | —                  | —                  | 1                  | 0                  | 8     | 0     |
| Ирландия         | 2008             | 3                   | 0                   | —                  | —                  | —                   | —                   | —                  | —                  | 3                  | 0                  | 6     | 0     |
| Ирландия         | 2009             | 7                   | 0                   | —                  | —                  | —                   | —                   | —                  | —                  | 2                  | 0                  | 9     | 0     |
| Ирландия         | 2010             | —                   | —                   | —                  | —                  | 4                   | 0                   | —                  | —                  | 2                  | 0                  | 6     | 0     |
| Ирландия         | 2011             | —                   | —                   | —                  | —                  | 8                   | 2                   | —                  | —                  | 1                  | 0                  | 9     | 2     |
| Ирландия         | 2012             | 3                   | 0                   | —                  | —                  | —                   | —                   | 3                  | 0                  | 5                  | 0                  | 11    | 0     |
| Ирландия         | 2013             | 2                   | 0                   | —                  | —                  | —                   | —                   | —                  | —                  | 4                  | 1                  | 6     | 1     |
| Ирландия         | 2014             | —                   | —                   | —                  | —                  | 4                   | 2                   | —                  | —                  | 7                  | 0                  | 11    | 2     |
| Ирландия         | 2015             | —                   | —                   | —                  | —                  | 4                   | 0                   | —                  | —                  | 1                  | 0                  | 5     | 0     |
| Ирландия         | 2016             | —                   | —                   | —                  | —                  | —                   | —                   | 3                  | 0                  | 3                  | 0                  | 6     | 0     |
| Всего за карьеру | Всего за карьеру | 15                  | 0                   | 0                  | 0                  | 30                  | 4                   | 6                  | 0                  | 34                 | 1                  | 85    | 5     |

(откорректировано по состоянию на 22 июня 2016)

## Достижения

### Командные достижения
«Селтик»
- Чемпион Шотландии (3): 2005/06, 2006/07, 2007/08
- Обладатель Кубка Шотландии (2): 2004/05, 2006/07
- Обладатель Кубка шотландской лиги: 2008/09

Спартак (Москва)
- Серебряный призёр чемпионата России: 2011/12

Допрофессиональная карьера
- Победитель турнира молодёжных команд шотландской Премьер-лиги (3): 2001/02, 2002/03, 2003/04
- Победитель турнира юношеских команд шотландской Премьер-лиги (2): 2002/03, 2003/04
- Обладатель Кубка Шотландии для юношеских команд: 2002/03

### Личные достижения
- Молодой игрок года по версии футболистов Профессиональной футбольной ассоциации Шотландии: 2008
- Игрок года по версии футболистов Профессиональной футбольной ассоциации Шотландии: 2008
- Лучший игрок сезона Премьер-лиги: 2008
- Лучший игрок года по версии «BBC Sportsound»: 2008
- Лучший молодой игрок года «Селтика» (3): 2005, 2006, 2007
- Лучший игрок года «Селтика»: 2008
- Игрок месяца в шотландской Премьер-лиге: 5 раз
- Молодой игрок месяца в шотландской Премьер-лиге: 6 раз
- Лучший молодой игрок года Ирландии: 2009
- В списках 33 лучших футболистов чемпионата России: № 2 (2010, 2011/12)

## Личная жизнь
Отец Эйдена, Джон Макгиди, также был профессиональным футболистом, выступал за английский «Шеффилд Юнайтед», американский «Саузен Калифорния» и валлийский «Ньюпорт Каунти».
В конце апреля 2008 года в шотландской прессе появились сообщения, что ирландец подрался с фанатами злейшего врага «кельтов», «Рейнджерс». Произошло это спустя несколько часов после окончания дерби «Старой фирмы». Выходя из ночного клуба вместе с партнёром по «Селтику», Скоттом Макдональдом, он стал объектом насмешливых речёвок со стороны фанатов «Рейнджерс», которые затем его атаковали. По сообщениям очевидцев Макгиди был вынужден обороняться.
28 сентября 2011 года у Эйдена и его жены Клэр родилась дочь. Ребенка назвали Кайя.